# Фердинанд II (Свещена Римска империя)
Вижте пояснителната страница за други личности с името Фердинанд II.
Фердинанд II Хабсбург (9 юли 1578 – 15 февруари 1637), император на Свещената Римска империя от 1619 до 1637 г. и крал на Унгария от 1618 до 1637 г. Първоначално е ерцхерцог на Щирия, а поставянето му за крал на Бохемия е една от причините за започване на Тридесетгодишната война.

## Произход
Фердинанд е син на ерцхерцог Карл II Франц от Вътрешна Австрия (1540 – 1590) (третият син на император Фердинанд I) и съпругата му Мария Анна Баварска (1551 – 1608), дъщеря на херцог Албрехт V от Бавария и Анна Австрийска, втората дъщеря на император Фердинанд I.

## Управление
По настояване на членовете на своята династия бездетният Матиас коронова Фердинанд за крал на Чехия (1617) и Унгария (1618). Фердинанд II сваля кардинал Клесл и поема реалното управление от болния Матиас, който скоро след това и умира.
Със споразумението от Оняте, испанският крал Филип III се съгласява на тази приемственост.
Фердинанд, който е йезуитски възпитаник, е ревностен католик, желаещ да наложи религиозно единство в земите си. Това го прави крайно непопулярен в протестантска (предимно хуситска) Бохемия, макар Фердинанд да е избран за кронпринц на страната през 1617 г. Настроенията на населението се прибавят към обидата, която благородниците нанасят на Фердинанд – на 23 май 1618 г. в Прага, представителите на кронпринца са изхвърлени през прозорец на градския замък в купчина конска тор. Така наречената Пражка дефенестрация провокира открит бунт в Бохемия и дава началото на Тридесетгодишната война.
Армията на Католическата лига побеждава чехите при Била хора (Бялата планина) и потушава въстанието им. Неуспелият чешки крал Фридрих V бяга към родните си имения в Пфалц, последван от католическия военачалник Йохан Церклас Тили. До 1623 г. протестантите са победени и Фердинанд ІІ триумфира като господар на цялата империя. Нов етап на войната започва с намесата на датския крал Кристиан ІV през 1625 г. Този път Фердинанд иска да има собствена армия и наема чешкия авантюрист Албрехт фон Валенщайн. Той и Тили нанасят нови поражения на протестантите (при моста в Десау, при Лутер) и през 1629 г. Кристиан ІV признава поражението си с договора в Любек. Това е моментът, в който Фердинанд би могъл да прекрати репресиите срещу протестантската ерес и да остане неоспорван владетел в империята. Той би могъл дипломатично да продължи контрареформацията и да наложи особен вид абсолютизъм. Вместо това той издава Реституционния едикт и отново разгневява протестантите. Този път на тяхна страна се включва много по-страшен враг – шведският крал Густав ІІ Адолф.
Густав Адолф се страхува, че амбициите на Фердинанд II, могат да застрашат шведския контрол над Балтийско море. Като протестант, той се обявява срещу Фердинанд II, но получава подкрепа и от католическа Франция, която се управлява от кардинал Ришельо. Шведската армия нахлува в Германия. Междувременно Фердинанд II е убеден да освободи от армията Албрехт фон Валенщайн (1630 г.), който има врагове в Империята. Тили оглавява имперските сили. Той превзема Магдебург, докато протестантските принцове се колебаят дали да подкрепят Швеция.
Шведите и саксонците разгромяват Тили при Брайтенфелд (1631 г.) и установяват контрол над Северна Германия. Когато Тили победен и смъртоносно ранен при Лех (1632 г.). Валенщайн отново е призован от императора. Той побеждава саксонците и среща шведите при Люцен (ноември 1632 г.). Там шведите побеждават, но Густав II Адолф е убит и антихабсбургската коалиция е дезорганизирана. Валенщайн след поражението си става пасивен и влиза в тайни преговори с противника. Междувременно способният антиимперски генерал Бернхард фон Ваймар-Сакс побеждава при Регенсбург (1633 г.).
Валенщайн е убит през 1634 г. след заговор на Фердинанд II. Скоро имперските сили, под командването на Галас побеждават Бернхард фон Сакс-Ваймар ар при Ньордлинген (февруари 1634 г.). Германия е в икономическа криза, земите ѝ са опустошени и пропити с кръв. Общото желание за мир, води до договора в Прага (1635 г.).

## Лична характеристика
По характер Фердинанд е приятен светски човек: добър към приближените и милостив към слугите, лесно се сближава с хората, бил щедър, много обича музиката и страстно се увлича от лова. Наред с това е деятелен и делови господар, никога не пренебрегва своите задължения. Главна черта на неговата натура е фанатичната привързаност към католическата църква, на която той е готов да служи със слово и меч. Йезуитите имат над него огромно влияние. Двама от тях винаги се намират в неговата приемна и имат право да влизат при него във всяко време, дори през нощта, за съвет или назидание.

## Бракове
- Първи брак – 23 април 1600 г. в Грац с Мария Анна Баварска (1574 – 1616), дъщеря на херцог Вилхелм V от Бавария, имат седем деца, включително:

1. Фердинанд III (1608 – 1657) – император на Свещената Римска империя в периода 15 февруари 1637 – 57
2. Мария Анна Австрийска (1610 – 1665)
3. Цецилия Рената Австрийска – ерцхерцогиня на Австрия и чрез женитба кралица на Полша и велика княгиня на Литва (1637 – 1644).
4. Леополд Вилхелм фон Хабсбург – четиридесет и шестият Велик магистър на рицарите от Тевтонския орден.

- Фердинанд (IV) III 
син
- Мария Анна
дъщеря
- Цецилия Рената
дъщеря
- Леополд Вилхелм фон Хабсбург

- Втори брак от 2 февруари 1622 г. в Инсбрук с Елеонора Гонзага от Мантуа (1598 – 1655), дъщеря на херцог Винченцо I Гонзага. Бракът им е бездетен.